# 자틈새얼굴박쥐
자틈새얼굴박쥐(Nycteris major)는 틈새얼굴박쥐과에 속하는 박쥐의 일종이다. 아프리카 열대와 아열대 숲에서 서식한다. 서식지가 파편화되고 개체수가 감소 추세를 보임에 따라 아주 희귀한 종이다. 현재, 벌목과 농장 개간이 서식지에 가장 큰 위협 요인이다. 2종의 아종이 알려져 있다.

## 아종
- N. m. avakubia
- N. m. major